# ゆず未来
ゆず 未来（ゆず みらい）は、日本の漫画家。

## 略歴
- 2019年 - 8月期第32回マーガレットまんがゼミナール+において、準入選しデビューした。

## 作品リスト
全て集英社、マーガレットコミックス（DIGITAL）から刊行されている。
- この教師、絶対わざと。（2020年 - 2022年、全5巻）
  1. 2021年3月25日発売[1][2]、『マーガレット』2020年20号[3] - 2021年1号、3・4合併号、ISBN 978-4-08-844471-0
  2. 2021年6月24日発売[4]、『マーガレット』2021年5号 - 12号、ISBN 978-4-08-844496-3
    - この教師、絶対わざと。番外編[5]（『マーガレット』2021年5号別冊ふろく『プレマ!〜PREMIUM MARGARET〜』）

  3. 2021年9月24日発売[6]、『マーガレット』2021年13号 - 19号、ISBN 978-4-08-844524-3
  4. 2021年12月24日発売[7]、『マーガレット』2021年20号 - 2022年1号、ISBN 978-4-08-844584-7
    - ふたりの放課後[8]（『マーガレット』2020年1号）
    - この教師、絶対わざと。番外編（描きおろし）

  5. 2022年5月25日発売[9]、『マーガレット』2022年2号 - 5号、7号 - 10・11合併号[10]、ISBN 978-4-08-844589-2
- 圏外バケーション（2022年、全2巻）
  1. 2022年11月25日発売[11][12]、『マーガレット』2022年15号[13][14] - 19号
    - この教師、絶対わざと。番外編[15]（『マーガレット』2022年13号）

  2. 2023年1月25日発売[16]『マーガレット』2022年20号 - 2023年2号[17]

### その他
- 水晶玉子の夢を叶える60アニマル占い えと村のゆかいな仲間たち[18]（2021年11月5日発売[19][20][21][22][23]、著者：水晶玉子、イラスト：森月あめ、ISBN 978-4-08-790055-2）
  - ウマ駅の住民さんに起こるかもしれないキュン♥エピソードまんが（描きおろし）

### 単行本未収録作品
- あの子の彼（『ザ マーガレット』2020年2月号、デビュー作。）
- 椿と藤の湯[24]（『マーガレット』2020年3・4合併号別冊ふろく『マーガレットmini#男子制服コレクション』）
- 先輩、今日はサボりましょう[25][26]（『マーガレット』2023年6号）
- あざといちゃんとヤンキーくん（『ジャンプTOON』2025年3月9日[27][28] - ）